# The Last Straight Man
The Last Straight Man és una pel·lícula dels Estats Units del 2014 escrita i dirigida per Mark Bessenger. La pel·lícula descriu una relació secreta entre dos homes.

## Sinopsi
Cooper fa una comiat de solter amb els seus amics el dia abans del casament. Es passa la nit a l'hotel amb el seu amic Lewis i té relacions sexuals entre ells. Després es reuneixen a la mateixa sala cada any. Lewis està enamorat de Cooper i transforma les seves frustracions en les seves novel·les de la Biblioteca Roja. Amb els anys es desenvolupa entre ells una relació cada cop més profunda, però Cooper no té el coratge de deixar la seva dona i els seus fills.

## Repartiment
- Mark Cirillo - Lewis
- Scott Sell - Cooper
- David Alanson Bradberry - Berney

## Recepció
Fou exhibida en la XIV edició del Festival Internacional de Cinema Gai i Lèsbic de Barcelona. Va guanyar el Premi Alternative Spirit al Festival Internacional de Cinema de Rhode Island de 2015.